# スツルム＝ピコーンの比較定理
数学の常微分方程式の分野における、スツルム＝ピコーンの比較定理（スツルム＝ピコーンのひかくていり、英: Strum–Picone comparison theorem）とは、実領域におけるある線型微分方程式の解が振動的であるかあるいは非振動的であるかを判別するための基準を与える、古典的な定理の一つである。ジャック・シャルル・フランソワ・スツルムとマウロ・ピコーンの名にちなむ。
{\displaystyle p_{i},\,q_{i},\,} i = 1, 2, を、区間 [a, b] 上の実数値連続関数とし、
1. {\displaystyle (p_{1}(x)y^{\prime })^{\prime }+q_{1}(x)y=0\,}
2. {\displaystyle (p_{2}(x)y^{\prime })^{\prime }+q_{2}(x)y=0\,}

を二つの自己随伴形式の二階同次線型微分方程式とする。また
{\displaystyle 0<p_{2}(x)\leq p_{1}(x)\,}
および
{\displaystyle q_{1}(x)\leq q_{2}(x)\,}
が成立しているものとする。
u を、z1 および z2 において連続する根を持つような (1) の非自明解とし、v を (2) の非自明解とする。このとき、次の性質のいずれか一つが成立する。
- v(x) = 0 を満たすようなある x が区間 [z1, z2] 内に存在する；
- v(x) = λ u(x) を満たすようなある実数 λ が存在する。

注釈：上の結論のはじめの部分は Sturm (1836)  によるものである。また第二の部分は Picone (1910)  によるものであり、その簡潔な証明には有名なピコーンの等式が用いられた。二つの方程式が等しいような特別な場合には、スツルムの分離定理が得られる。この重要な定理の、三つあるいはそれ以上の実数値の二階方程式を含む比較定理への拡張については、ハートマン＝マンガレリの比較定理を参照されたい。その簡潔な証明には、マンガレリの等式が用いられた。